# آيت داوود (المغرب)
بلدية ايت داوود إداوبوزيا، هكذا تسمى عند
أهاليها عبر التاريخ، وهي قبيلة كبيرة من قبائل حاحا
الشمالية الغربية، ذات الطبيعة الخلابة. جوهرة سياحية
مهملة، تقع جنوب غرب مدينة الصويرة على بعد 86
كيلومترا، يحدها غربا جماعة إمكراد وإداوكازو، وشمالا
قبيلتا إداوزمزم وامتوكة، وشرقا إقليم تارودانت، وجنوبا
ولاية أكادير . وأنت في طريقك إليها تكتشف صورة
منطقة جميلة . سياحة جبلية غابوية يقول عنها أحد
الزائرين في اندهاش: “ لم أكن أحمل صورة لمثل هذا
الجمال الرائع إلا في أقاليم الشمال، وفعلا إنه جمال
يسحر العين ويأخذ بالألباب .” وإلى عهد قريب جدا،
كانت قبيلة إداوبوزيا المنتسبة إداريا إلى دائرة آيت
داود اسمها الإداري سابقا تعيش عزلة خانقة ومحنة
قاتلة بفعل انعدام الطرقات … ولعل ما يمكن الإقرار به
بمنطقة إداوبوزيا، هو تلك البنى التحتية الجديدة،
خصوصا تلك المحاور الطرقية التي خففت كثيرا من
معاناة السكان وأخرجتهم من العزلة، وتشكل لا محالة
متنفسا مهما في اتجاه الأقاليم المجاورة كأكادير
وتارودانت وشيشاوة ومراكش، بعد أن كان المنفذ
الوحيد هو الاتجاه إلى الصويرة، إذ يعتبر مركز آيت
داود إلى وقت قريب نهاية الطريق كآخر نقطة في
إقليم الصويرة، والسكان بهذه القبيلة، يعولون كثيرا على
ما تجود به الأرض من منتوج فلاحي وتربية المواشي،
مرتبطان أساسا بالتساقطات المطرية .